# Asystolie

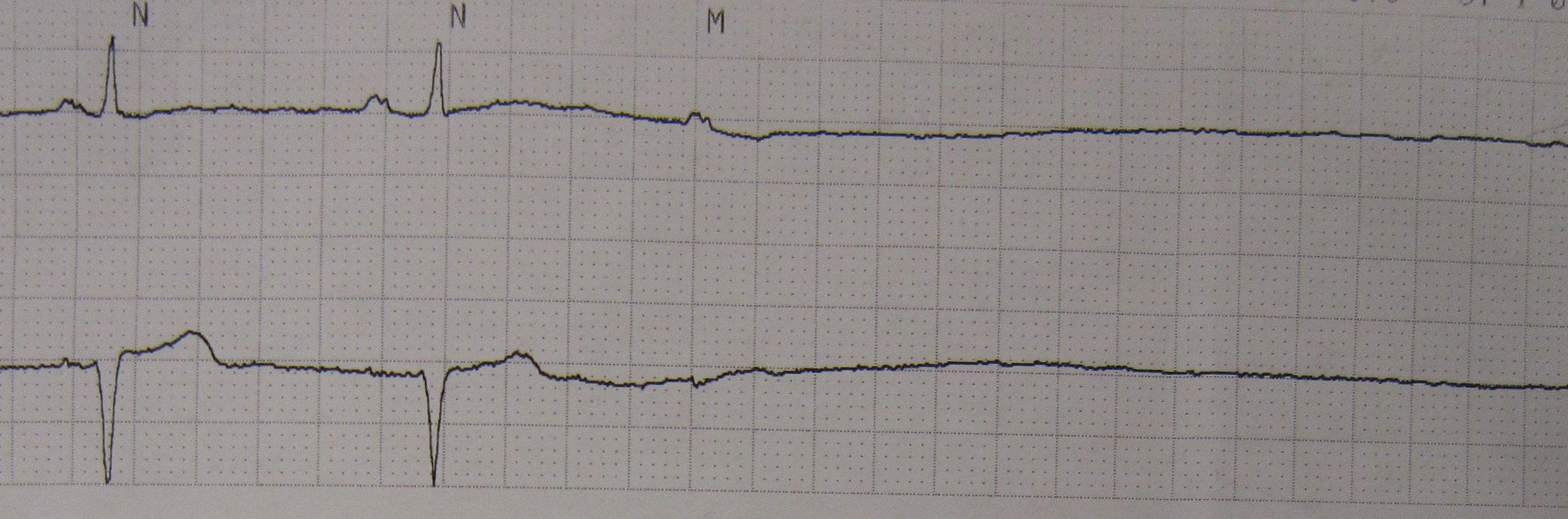
EKG křivka se vznikem asystolie

Asystolie je stav, kdy srdce nevykazuje žádnou elektrickou aktivitu, tedy ani aktivitu mechanickou, která je na elektrické aktivitě závislá. Dochází k srdeční zástavě, zástavě oběhu a není-li stav urgentně a úspěšně řešen, i ke smrti jedince. Stav lze diagnostikovat pomocí elektrokardiografie, kdy na EKG křivce zaznamenáme rovnou čáru (izoelektrická linie). K zástavě srdeční, která se projeví bezvědomím, nehmatným pulzem, zástavou dýchání, však mohou vést i jiné poruchy srdečního rytmu.

## Příčiny asystolie
Většinou se vyvíjí z jiné srdeční arytmie zvláště z fibrilace komor, která nakonec v asystolii přechází. Mluvíme tak o sekundární asystolii.
Asi 20% případů jsou asystolie primární, která vzniká při potlačení aktivity sinoatriálního uzlu jako hlavního zdroje vzruchů, i podřazených náhradních center. Možnou příčinou jsou těžké změny ve vnitřním prostředí organizmu - hypoxémie, acidóza, extrémní koncentrace draslíku (hyperkalémie či hypokalémie), extrémně nízký krevní cukr (hypoglykémie), hypotermie, předávkování léky či účinkem jiných toxických létek, srdeční tamponáda, tenzní pneumothorax, plicní embolie, infarkt myokardu, těžká ztráta tekutin (hypovolémie).
K asystolii se také řadí extrémní případ atrioventrikulární blokády, kdy pracují srdeční předsíně (takže na EKG zaznamenáme ze síní pocházející P-vlny), ale při potlačené funkci náhradních center zcela chybí aktivita srdečních komor a důsledek je tak stejný jako u asystolie.

## Léčba
Základem léčby je kardiopulmonální resuscitace a podávání adrenalinu, aby bylo zajištěno alespoň základní okysličení mozku. V některých případech je možno urgentně řešit vyvolávající příčinu, pak je šance na obnovení srdeční činnosti vyšší. Jinak ale u asystolie je pravděpodobnost léčebného úspěchu podstatně menší než u arytmií, které je možno řešit defibrilací. Pokud nedojde k obnovení oběhu během asi pěti minut, je vysoká pravděpodobnost těžkého poškození mozku či mozkové smrti.